# (1872) Helenos
(1872) Helenos – planetoida z grupy trojańczyków okrążająca Słońce w ciągu 12,18 lat w średniej odległości 5,29 j.a. Została odkryta 24 marca 1971 roku przez Cornelisa i Ingrid van Houtenów na płytach fotograficznych wykonanych przez Toma Gehrelsa w Obserwatorium Palomar. Nazwa planetoidy pochodzi z mitologii greckiej od Helenosa – syna Priama i Hekabe, wziętego do niewoli przez Greków w trakcie wojny trojańskiej. Przed jej nadaniem planetoida nosiła oznaczenie tymczasowe (1872) 1971 FG.